# Manuel Rico Sinobas
Manuel Rico Sinobas (Valladolid, 26 de diciembre de 1819-Madrid, 21 de diciembre de 1898) fue un físico y médico español, uno de los pioneros en el estudio de la meteorología en España. Fue académico de número de la Real Academia Nacional de Medicina con el sillón número 21 desde el 21 de mayo de 1861 hasta su muerte.

## Tablas de Pedro el Ceremonioso
Las tablas fueron descubiertas a finales del siglo XIX en un manuscrito en latín de la Biblioteca Nacional de Francia y en hebreo de la Biblioteca Apostólica Vaticana. Moritz Steinschneider comparó los dos textos y desmintió a Manuel Rico Sinobas, que los consideraba un epígrafe de las Tablas alfonsíes, añadiendo que ambos manuscritos decían que se habían hecho en Barcelona por orden del rey Pedro. Se encontraron otros manuscritos en hebreo conservados en Suiza y en la Ciudad del Vaticano, además del documento en hebreo de Barcelona cedido por un rabino de la ciudad antes de la Guerra Civil Española. Josep Maria Millàs Vallicrosa concluyó el debate al encontrar el manuscrito catalán en la biblioteca de Ripoll, y entre todos los documentos se logró reconstruir las tablas originales.

## Obras
Doctor en Medicina y en ciencias físicas, se dedicó preferentemente a esta última especialidad y fue durante muchos años catedrático de física superior de la Universidad Central de Madrid. Perteneció a la Real Academia de Ciencias Exactas, Físicas y Naturales (de la que fue vicepresidente) y a la de Medicina. Destacó fundamentalmente en el estudio de la meteorología y publicó, además, el Libro del saber de astronomía de Alfonso X el Sabio.
- Memoria sobre las causas meteorológicofísicas que producen las constantes sequías de Murcia y Almería. (Madrid, 1851, premiada por la Academia de Ciencias).
- Manual de Física y elementos de Química. (Madrid, 1856).
- Resumen de los trabajos meteorológicos correspondientes al año 1854, verificados en el Observatorio astronómico de Madrid. (Madrid, 1857).
- Los eclipses solares y muy principalmente el de 18 de julio de 1850.
- Estudio del huracán que pasó sobre una parte de la Península española el 29 de octubre de 1842.
- Noticia de las auroras boreales observadas en España durante el siglo XVIII y parte del XIX.
- Fenómenos de la electricidad atmosférica.